# Центральные восточные Альпы
Центральные восточные Альпы — система горных массивов, часть Альп на территории Австрии, на востоке Швейцарии, на северной границе Италии и северо-восточной границе Словении.

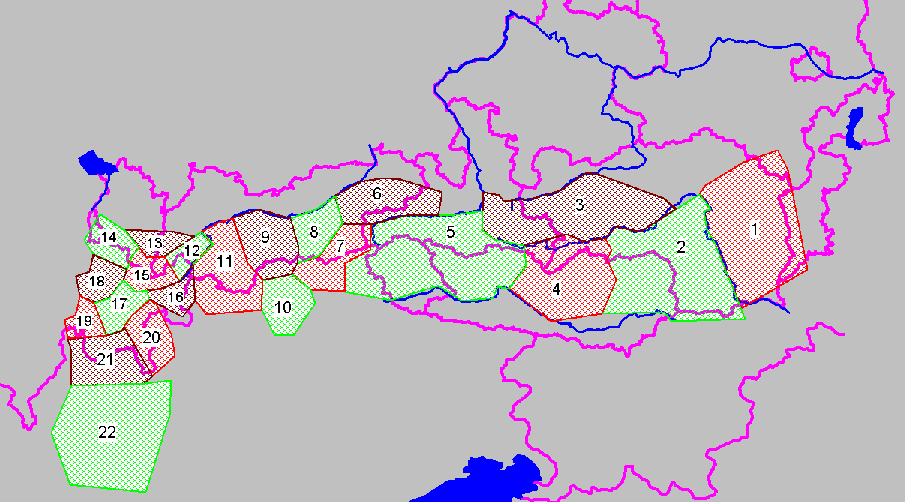
Массивы Центральных Восточных Альп. Красным цветом показаны границы федеральных земель Австрии и государственные границы.

Вытянуты с запада на восток от швейцарского кантона Граубюнден практически до восточной границы Австрии. Являются наиболее высокой частью Восточных Альп. Пролегают между Северными и Южными известняковыми Альпами.
| Массивы Центральных Восточных Альп (с востока на запад) | Массивы Центральных Восточных Альп (с востока на запад)                       | Массивы Центральных Восточных Альп (с востока на запад)                           | Массивы Центральных Восточных Альп (с востока на запад) |
| Номер на схеме                                          | Массив                                                                        | Немецкое название                                                                 | Максимальная высота                                     |
| ------------------------------------------------------- | ----------------------------------------------------------------------------- | --------------------------------------------------------------------------------- | ------------------------------------------------------- |
| 1                                                       | Предгорья к востоку от реки Мур (Вексель, Фишбахские Альпы, Грацское нагорье) | de:Randgebirge östlich der Mur (Wechsel, de:Fischbacher Alpen, de:Grazer Bergland | 1783 м (Штулек)                                         |
| 2                                                       | Норийские Альпы (Лаванттальские Альпы)                                        | de:Lavanttaler Alpen                                                              | 2396 м (Цирбицкогель)                                   |
| 3                                                       | Низкий Тауэрн                                                                 | de:Niedere Tauern                                                                 | 2862 м (Хохголлинг)                                     |
| 4                                                       | Гурктальские Альпы (Нокк)                                                     | de:Gurktaler Alpen                                                                | 2441 м (Айзенхют)                                       |
| 5                                                       | Высокий Тауэрн                                                                | de:Hohe Tauern                                                                    | 3798 м (Гросглокнер)                                    |
| 6                                                       | Кицбюльские Альпы                                                             | de:Kitzbüheler Alpen                                                              | 2558 м (Кройцйох)                                       |
| 7                                                       | Циллертальские Альпы                                                          | de:Zillertaler Alpen                                                              | 3509 м Гран-Пиластро/Хохфайлер)                         |
| 8                                                       | Тукские Альпы                                                                 | de:Tuxer Alpen                                                                    | 3476 м (Лицумер-Рекнер)                                 |
| 9                                                       | Штубайские Альпы                                                              | de:Stubaier Alpen                                                                 | 3507 м (Цуккерхютль)                                    |
| 10                                                      | Зарнтальские Альпы                                                            | de:Sarntaler Alpen                                                                | 2741 м (Хирцер-Шпитце)                                  |
| 11                                                      | Эцтальские Альпы                                                              | de:Ötztaler Alpen                                                                 | 3768 м (Вильдшпитце)                                    |
| 12                                                      | Замнаун                                                                       | de:Samnaungruppe                                                                  | 3293 м (Муттлер)                                        |
| 13                                                      | Ферваль                                                                       | de:Verwall                                                                        | 3169 м (Хоэр-Риффлер)                                   |
| 14                                                      | Ретикон                                                                       | de:Rätikon                                                                        | 2964 м (Шезаплана)                                      |
| 15                                                      | Сильвретта                                                                    | de:Silvretta                                                                      | 3411 м (Линард)                                         |
| 16                                                      | Сесвенна                                                                      | de:Sesvennagruppe                                                                 | 3204 м (Сесвенна)                                       |
| 17                                                      | Альбульские Альпы                                                             | de:Albula-Alpen                                                                   | 3418 м (Кеш)                                            |
| 18                                                      | Плессурские Альпы                                                             | de:Plessur-Alpen                                                                  | 2980 м (Арозер-Ротхорн)                                 |
| 19                                                      | Оберхальбштайнские Альпы                                                      | de:Oberhalbsteiner Alpen                                                          | 3392 м (Платта)                                         |
| 20                                                      | Альпы Ливиньо                                                                 | de:Livigno-Alpen                                                                  | 3439 м (Чимо-де-Пьяцци)                                 |
| 21                                                      | Бернина                                                                       | de:Bernina                                                                        | 4049 м (Пиц Бернина)                                    |
| 22                                                      | Бергамские Альпы                                                              |                                                                                   | 3059 м (Кока)                                           |